# Acta Chemica Scandinavica
Acta Chemica Scandinavica (nach ISO 4 abgekürzt Acta Chem. Scand.) war eine chemische Fachzeitschrift, die zwischen 1947 und 1999 monatlich erschien.
Die nationalen Chemischen Gesellschaften von Dänemark, Finnland, Norwegen und Schweden gründeten dazu mit gleichen Anteilen 1946 den Verlegerverband (Förlagsföreningen) Acta Chemica Scandinavica. 1947 erschien die Erstausgabe. Der Verbandssitz war bei der Schwedischen Chemischen Gesellschaft in Stockholm angesiedelt.
Zwischen 1974 und 1988 wurde in zwei Serien publiziert:  
- Acta Chemica Scandinavica Ser. A (physikalische und anorganische Chemie)
- Acta Chemica Scandinavica Ser. B (Organische Chemie und Biochemie)

Ende 1999 wurde das Journal mit den Publikationen der Royal Society of Chemistry, den Dalton Transactions, Perkin Transactions 1 und Perkin Transactions 2 verschmolzen und nicht weiter unabhängig unter eigenem Namen fortgeführt.
Im weiteren Verlauf wurden die beiden Perkin-Transactions-Journale zu Organic and Biomolecular Chemistry vereint.
Die Inhalte von Acta Chemica Scandinavica sind im Volltext kostenfrei abrufbar.